# Flughafen Brest (Belarus)

i7
i11
i13
Der Flughafen Brest (russisch Аэропорт «Брест», IATA-Code: BQT, ICAO-Code: UMBB) ist ein internationaler Flughafen in Belarus. Der Flughafen liegt zwölf Kilometer östlich von Brest entfernt und befindet sich auf dem Gebiet des Selsawets Telmy im Rajon Brest in der Breszkaja Woblasz.

## Geschichte
Der Bau des neuen Flughafens in der Nähe von Brest wurde zu Beginn der 1970er Jahre beschlossen. Geplant war die Errichtung eines der modernsten Flughafenkomplexe in der UdSSR. Der alte und noch aus polnischen Zeiten stammende Militärflugplatz von Brest wurde nach dem Zweiten Weltkrieg zu einem Zivilflughafen ausgebaut und wurde neben dem Transport von Passagieren und Frachtgütern auch für landwirtschaftliche Zwecke genutzt. Im Jahre 1968 bediente der alte Flughafen elf Linienflüge pro Tag. Im Zeitalter der Strahlflugzeuge konnte der alte Flughafen von Brest nur Maschinen mit Propellerturbinen empfangen und seine Tage waren gezählt.
Am 30. Juli 1976 landete am neuen Flughafen das erste Passagierflugzeug mit Strahltriebwerken vom Typ Tupolew Tu-134A.
Der Flughafen Brest ist einer der sieben internationalen Flughäfen von Belarus.